# Albert-Antoine Lambert
Pour les articles homonymes, voir Lambert.
Albert-Antoine Lambert est un peintre français né le 10 avril 1854 à Paris, ville où il est mort le 27 août 1925 dans le 16e arrondissement.

## Biographie
Albert-Antoine Lambert entre en 1872 à l'École des beaux-arts de Paris où, présenté par Adolphe Yvon, il devient l'élève d'Alexandre Cabanel, Émile Bin et Fernand Cormon. Il obtient le 2e second grand prix de Rome en 1883. Il étudie également le dessin auprès du sculpteur Justin-Marie Lequien.
Albert-Antoine Lambert vit dans le quartier de Montmartre et est sociétaire du Salon des artistes français à partir de 1883. Gérald Schurr entrevoit en lui un tempérament académique qui cependant « osa s'aventurer, à pas feutrés et timides, sur les sentiers de l'impressionnisme ».
Il œuvre entre 1905 et 1913, avec le sculpteur Henri Varenne et les peintres Raphaël Collin, Charles Mengin et Eugène Alluaud, aux travaux décoratifs de l'hôtel de préfecture de la Haute-Vienne à Limoges.

## Expositions
- Salon des artistes français à partir de 1883, mention honorable en 1884, médaille de 3e classe en 1889, de 2e classe en 1890[3].
- Exposition universelle de 1900, médaille de bronze[3].
- Galerie L'Estampe moderne, Paris, dirigée par Octave Bernard (1922).

## Récompenses
- Prix de Rome : 3e prix en 1880, 2e second grand prix en 1883[7],[8].

## Œuvres dans les collections publiques
Allemagne

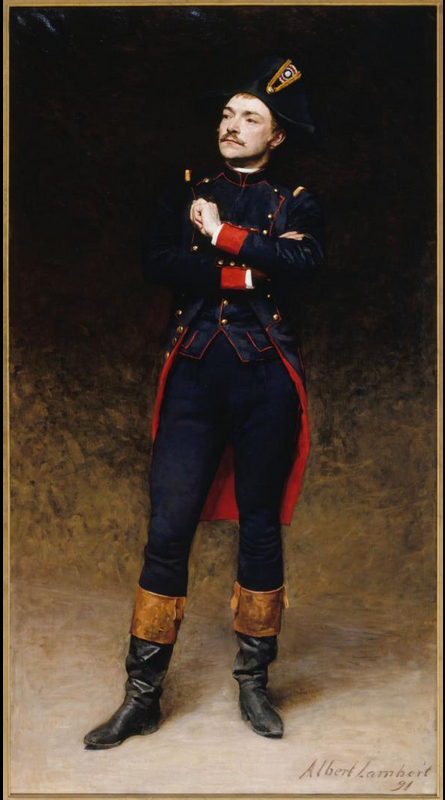
Portrait de l'acteur Léon Marais dans « Thermidor » de Victorien Sardou (1891), huile sur toile, Paris, musée Carnavalet.

- Berlin, ambassade de France : Portrait de Richelieu, huile sur toile, 220 × 155 cm, dépôt du Fonds national d'art contemporain.

France
- Dole, musée des Beaux-Arts : Portrait de M. Bourgeois, 1899, huile sur toile, 73 × 60 cm[9].
- Limoges, hôtel de préfecture de la Haute-Vienne : Allégorie des métiers régionaux et du Limousin recommandant la ville de Limoges à la République, entre 1905 et 1913, plafond ovale de l'ancienne salle des délibérations du conseil général de la Haute-Vienne. « La province a pris le visage d'une femme coiffée d'un barbichet. La ville de Limoges, sous les traits d'une femme, est portée dans les airs par des putti au son de la trompette de la renommée. Les activités rurales, artisanales et industrielles sont figurées respectivement par une bergère, un feuillardier et un ouvrier porcelainier »[10].
- Paris :
  - École nationale supérieure des beaux-arts : fonds de dessins scolaires[11].
  - musée Carnavalet : Portrait de l'acteur Léon Marais (1853-1891) dans le rôle de Martial dans « Thermidor » de Victorien Sardou à la Comédie-Française, 1891, huile sur toile[12].
- Saint-Malo, musée d’Histoire de la Ville et du Pays Malouin : En Seine-et-Oise, huile sur toile. Don d'Alphonse de Rothschild. Œuvre détruite dans l'incendie de l'hôtel de ville en août 1944, au cours des combats de la Libération[13].
- Tours, musée des Beaux-Arts.